# Rozpoznanie artyleryjskie
Rozpoznanie artyleryjskie – zdobywanie danych o nieprzyjacielu, terenie i warunkach atmosferycznych.
Rozpoznanie artyleryjskie jest jednym z rodzajów zabezpieczenia działań bojowych wojsk rakietowych i artylerii. Jest ono częścią składową rozpoznania ogólnowojskowego. Prowadzone jest w ścisłym współdziałaniu z rozpoznaniem innych rodzajów wojsk, wojsk specjalnych, rozpoznaniem powietrznym, a na kierunku nadmorskim – z rozpoznaniem marynarki wojennej.
Rozpoznanie artyleryjskie prowadzi się z punktów obserwacyjnych, placówek i stanowisk przy użyciu przyrządów optycznych, elektronowo-optycznych, dźwiękowych, stacji radiolokacyjnych i innych środków radioelektronicznych, artyleryjskich grup rozpoznawczych, a także przez studiowanie zdobytych dokumentów, uzbrojenia i sprzętu bojowego.
Na korzyść wojsk rakietowych i artylerii rozpoznanie prowadzą także samoloty i śmigłowce lotnictwa rozpoznania artyleryjskiego.

## W skład rozpoznania artyleryjskiego wchodzi
- rozpoznanie wzrokowe,
- rozpoznanie dźwiękowe,
- rozpoznanie radiolokacyjne,
- rozpoznanie radiotechniczne (rozpoznanie systemów radiolokacyjnych).

## Zadania rozpoznania artyleryjskiego
- Wykrycie i wyznaczenie współrzędnych obiektów przewidywanych do rażenia ogniem artylerii
- Ustalenie charakteru (stopnia odporności na ogień) i wymiarów celów
- Udział w kierowaniu ogniem;
- Ocena terenu działań bojowych;
- Obserwacja położenia i działania przeciwnika oraz wojsk własnych